# Lophopoeum scopiferum
Lophopoeum scopiferum là một loài bọ cánh cứng trong họ Cerambycidae.